# Пенгили
Пенгили́ (фр. Penguily, брет. Pengilli, галло Pengili) — коммуна во Франции, находится в регионе Бретань. Департамент — Кот-д’Армор. Входит в состав кантона Плене-Жюгон. Округ коммуны — Сен-Бриё.
Код INSEE коммуны — 22165.

## География
Коммуна расположена приблизительно в 360 км к западу от Парижа, в 70 км северо-западнее Ренна, в 26 км к юго-востоку от Сен-Бриё.

## Население
Население коммуны на 2016 год составляло 611 человек.
| 1962 | 1968 | 1975 | 1982 | 1990 | 1999 | 2008 | 2016 |
| ---- | ---- | ---- | ---- | ---- | ---- | ---- | ---- |
| 316  | 371  | 352  | 334  | 363  | 423  | 583  | 611  |

## Администрация
| Период | Период | Фамилия       | Партия | Примечания |
| ------ | ------ | ------------- | ------ | ---------- |
| 2001   | 2008   | Роже Люка     |        |            |
| 2008   | 2018   | Ален Гальо    |        |            |
| 2018   |        | Клоди Сулабай |        |            |

## Экономика

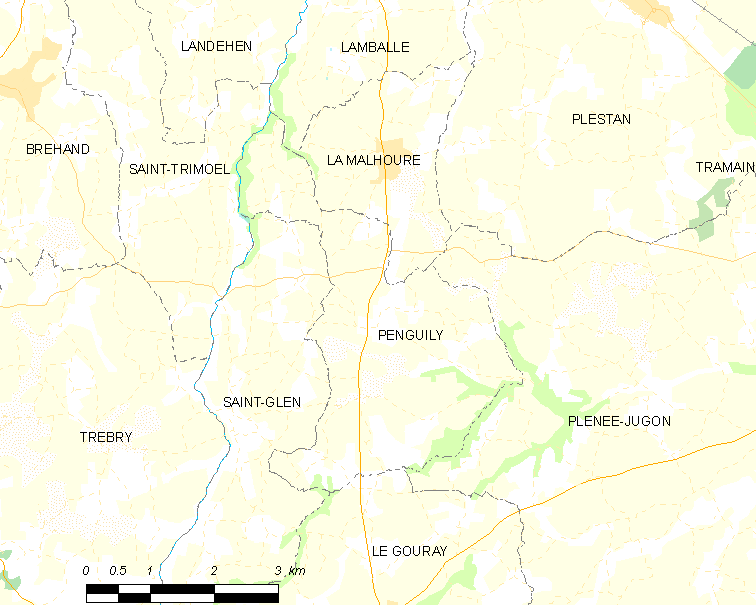
Карта коммуны

В 2007 году среди 316 человек в трудоспособном возрасте (15—64 лет) 250 были экономически активными, 66 — неактивными (показатель активности — 79,1 %, в 1999 году было 72,2 %). Из 250 активных работали 241 человек (135 мужчин и 106 женщин), безработных было 9 (2 мужчин и 7 женщин). Среди 66 неактивных 24 человека были учениками или студентами, 23 — пенсионерами, 19 были неактивными по другим причинам.